# 韓國陸軍第1步兵師

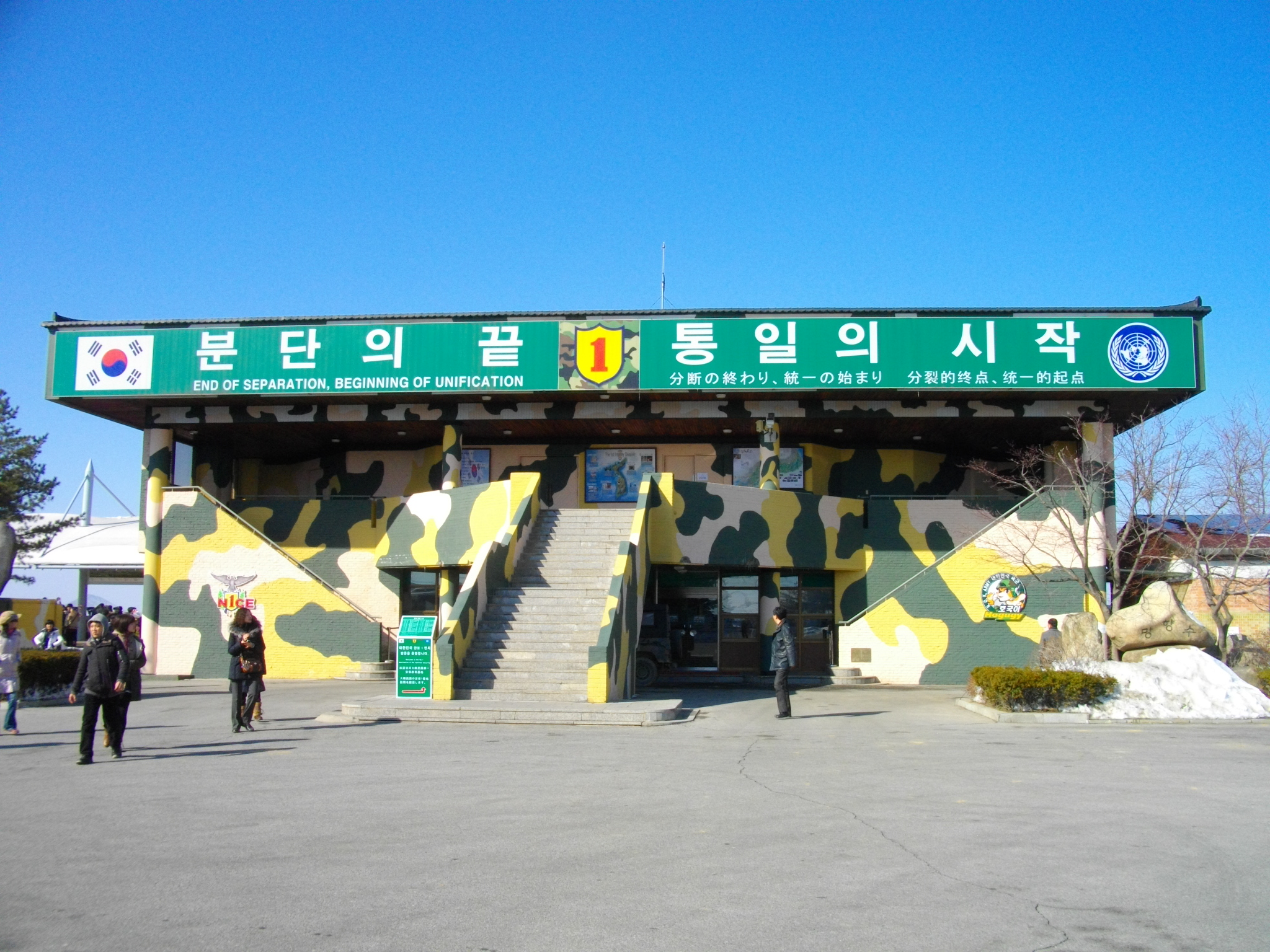
都羅展望台中央的第1步兵師徽章

第1步兵師（韓語：제1보병사단）是韓國陸軍的師級步兵單位，別名「前進部隊」（전진부대），也是韓國在韓戰中的一支重要部隊，參加過漢城、洛東江、平壤和雲山等地的戰鬥。

## 歷史

### 創立
第1步兵師的前身是美國軍政期間、在1947年12月成立的第1步兵旅（제1보병여단），首任旅長是宋虎聲准將，旅部設於漢城南山洞，下轄的步兵團為第1團（제1연대）、第7團和第8團。隨著第1旅在1949年5月1日時升格為第1師，末任旅長金錫源上校也成為第一任師長，而下屬的步兵團則改為第11團、第12團[註1]和第13團。
金錫源是日本陸軍的退役大佐、曾派遣至滿洲，因為有平亂經驗而受命在三八線駐守邊界。他上任第1師師長不久後的5月4日，韓國軍就與朝鮮人民軍在開城一帶爆發了跨界衝突，朝鮮方面聲稱金錫源的第1師在該天早晨派遣部隊、從開城附近的松岳山越界北侵。而根據美國駐韓大使約翰·穆喬的說法，國防部長申性模和美軍顧問都曾在與他談話時，表示金錫源常在第1師的防區內蓄意刺激朝鮮軍隊:p181。
繼松岳山一戰後，金錫源又與陸軍參謀總長蔡秉德在「南北交易事件」（남북교역사건）中互生不合，最後導致總統李承晚在該年9月革除了金錫源的第1師師長職務。

### 韓戰
1950年韓戰爆發之前，第1師與韓國陸軍的另外3個步兵師一起駐防三八線，防線從黃海道的青丹、延安、白川至京畿道的開城、長湍（장단）、高浪浦（고랑포）和積城，全長90公里，師長是時年29歲的白善燁上校，之後升為准將。

#### 向南撤退
6月25日朝鮮軍越界南征時，第1師是最早受到攻擊的韓國部隊之一。白善燁在當天早上接到消息後，命令師內的三個團都前往汶山應戰，但是它們全部在臨津江附近遭受朝鮮軍的猛烈攻擊。到了7月以後，漢城被攻下、韓國軍超過一半的人員戰死、負傷或失蹤，而第1師和第7師仍然頑強抵抗了朝鮮部隊，並且是僅有之兩個撤退秩序較好的師:p27。此後，第1師改歸到韓國第2軍之下，在漢城與大田之間繼續抗戰，最後退到了洛東江戰線以內。赴韓參戰的美國第八軍團要求韓國第1師在8月2日晚至8月3日間守住倭館附近的防區:p32。多富洞戰役爆發時，韓軍第1師與美軍第27團聯手抵抗朝鮮軍攻勢，進而改善了美軍對韓軍的信賴程度:p104。由於第1師在多富洞的戰功，美第八軍團司令沃爾頓·沃克中將給白善燁頒發了銀星勳章。

#### 进占平壤
隨著1950年9月以後的聯合國軍登陸仁川並攻回漢城，美韓等國的部隊也開始朝北朝鮮進發。韓國第1師、美軍第25步兵師、英軍第27旅一起與穿過開城北伐的美軍第1騎兵師協同作戰。10月18日，第1步兵師著手突破平壤外面的最後一道防線，1師12團在美軍一個戰車營的支援下對大同江上的大橋發起主攻，1師11團則負責襲擊平壤機場。到了19日早上，與第1師激戰一晚的朝鮮軍開始撤退，11團過江進城，於是使得該師成為韓戰中最早開入平壤的部隊:p303，美國陸軍第5騎兵團的F連則在不久之後到達，平壤在當日完全落入聯合國軍的控制之下。

#### 雲山战役
攻克平壤後，韓國第1師在朝鮮半島西北部繼續前進，各部隊分散在清川江到雲山之間的公路上，改歸給第1師的第15步兵團取道寧邊進佔雲山，沒遭遇抵抗。上午11時之前，當15團下的一個戰車隊經過雲山西北方的一座橋時，入朝參戰的中國人民志願軍也出現在當地，並用迫擊砲炸毀了橋。而同屬第1師的12團繼15團後進入雲山地區，然後一出雲山就馬上往西轉，但同樣在郡外遇上中国人民志愿军第三十九军。從25日起，39軍對韓1師的攻擊一直持續到26日，之後一天才稍趨和緩。此時在第1師的右翼，韓國第2軍眼見其第6師於溫井戰鬥中被志愿军擊溃，正忙著倉促後逃；在左翼，第1師與美軍24師之間又相隔一個15英里（24）的缺口:p327。
11月1日下午，中國人民志願軍對於韓國1師15團的攻勢持續增強，連帶波及了美軍第8騎兵團第1營的右翼 ，此時該團正奉命去援助韓國第1師:p327。到了傍晚時，美騎兵8團1營控制住北方前往三灘川（삼탄천）的通路，而韓國1師15團負責東側。但由於各部均在溃散后撤，無法使防線涵蓋到一路連綿至雲山的山脊，產生了很大的一處漏洞，位于三灘川東邊的南韩1師15團遭到志愿军的猛烈进攻，到了午夜時已經被打得潰不成軍仓皇逃命。

## 部隊組織
構成部隊
- 第11步兵團「肉彈部隊」（11 보병연대 (육탄)）
- 第12步兵團「雙龍部隊」（12 보병연대 (쌍용)）
- 第15步兵團「無敵劍部隊」（15 보병연대 (무적칼)）
- 砲兵團「頭等砲兵部隊」（포병연대 (으뜸포병)）
  - 團部及團部砲隊（연대 본부 및 본부 포대）
  - 第17砲兵營「白熊部隊」（17 포병대대 (백곰)；全軍最早建制的6個砲兵營之一）
  - 第58砲兵營「白虎部隊」（58 포병대대 (백호)）
  - 第59砲兵營「獅子部隊」（59 포병대대 (사자)）
  - 第629砲兵營「禿鷲部隊」（629 포병대대 (독수리)）

師直屬單位
| - 師部本部勤務隊（사단사령부 본부근무대） - 工兵營（공병대대） - 軍樂隊（군악대） - 防空砲兵連（방공대공포병중대） - 補勤運輸營（보급수송대대） - 補充連（보충중대） - 搜索營（수색대대） - 新兵教育營（신병교육대대） - 醫務勤務營（의무근무대대） | - 情報通信營（정보통신대대） - 整備營（정비대대） - 戰車營（전차대대） - 拖式飛彈連（토우중대） - 化學隊（화학대） - 憲兵隊（헌병대） - 共同警備區警備營（JSA경비대대） - 航空隊（항공대） - 西海地區軍事營運團、出入境事務所（서해지구군운영단 (CIQ)） |

## 相關作品
2004年韓戰電影《太極旗－生死兄弟》中，主角李振碩即是一名隸屬於韓國第1師的士兵[註2]。